# Juan Posadas

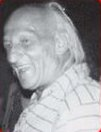
J. Posadas

J. Posadas (* 1912 in Argentinien; † 14. Mai 1981 in Italien), auch Juan Posadas, ist das Pseudonym des lateinamerikanischen Trotzkisten und Ufologen Homero Rómulo Cristalli Frasnelli. Posadas war Begründer und bis zu seinem Tod Anführer des Posadismus, einer Strömung innerhalb des Trotzkismus.

## Leben
In seiner Jugend war Posadas professioneller Fußballspieler beim Club Estudiantes de La Plata. Seine Eltern stammten aus der Gegend von Matera in Italien. In den 1930er Jahren war Posadas Schuhmacher und gründete die Gewerkschaft der Schuhmacher und Lederarbeiter in Córdoba (Argentinien). Zu dieser Zeit wurde er revolutionärer Sozialist und trat zuerst der Sozialistischen Arbeiterpartei und später der Partei der sozialistischen Revolution bei. Diese schloss sich 1941 der trotzkistischen Vierten Internationale an. Bei der Spaltung der Internationale 1953 unterstützten Posadas und seine Anhänger, Posadisten genannt, Michel Pablo und das Internationale Sekretariat der Vierten Internationale. 1962 erfolgte der Bruch mit der Vierten Internationale und die Gründung einer eigenen Posadistischen Vierten Internationalen, welche derzeit Sektionen in Belgien, Großbritannien, Frankreich, Kolumbien und Brasilien umfasst. In der Bundesrepublik bestand ab zirka 1969 eine Gruppe Revolutionärer Kommunisten (Trotzkisten), die sich später in Posadistische Kommunistische Partei umbenannte und deren Nachfolgestruktur sich um die von Paul Schulz (* 1925) herausgegebene Zeitung Gesellschaftsreform jetzt! bildete. Diese erschien letztmals 2005.
Bekannt wurde Posadas durch seine außergewöhnlichen Ansätze. So vertrat er die Meinung, die Sowjetunion solle ihre Atomwaffen gegen die USA einsetzen, da dies zur Weltrevolution führen würde. Auch war Posadas der Ansicht, dass UFOs von außerirdischen kommunistischen Zivilisationen stammen würden. Posadas stellte ferner die Behauptung auf, Che Guevara sei von Fidel Castro ermordet worden. Posadas war zeitweise Gegenstand eines Personenkults seiner Anhänger.

## Werke
- Die Beziehung der Menschheit zur Natur, zu den Tieren, zum Kosmos und der Sozialismus. Auszüge aus Texten zwischen 1968 und 1981. Berlin 1998. ISBN 3-926426-43-8
- Die „Fliegenden Untertassen“, der Prozess von Materie und Energie, die Wissenschaft, der Klassenkampf und der revolutionäre Kampf und die sozialistische Zukunft der Menschheit (vom 29. Juni 1968)
- Die Natur, die Tiere, die Menschen und der Sozialismus (vom 6. April 1978)